# Notre-Dame-des-Victoires (Québec)
Notre-Dame-des-Victoires („Unsere Liebe Frau der Siege“) ist eine kleine römisch-katholische Kirche in der kanadischen Stadt Québec. Sie steht in der Unterstadt am Rande des Place Royale. Das im Jahr 1688 errichtete Bauwerk ist die erste vollkommen aus Stein bestehende Kirche Nordamerikas und wurde in den 1760er Jahren neu erbaut. Die Kirche ist seit 1988 eine nationale historische Stätte, außerdem ist sie ein geschütztes Kulturgut der Provinz Québec.

## Geschichte

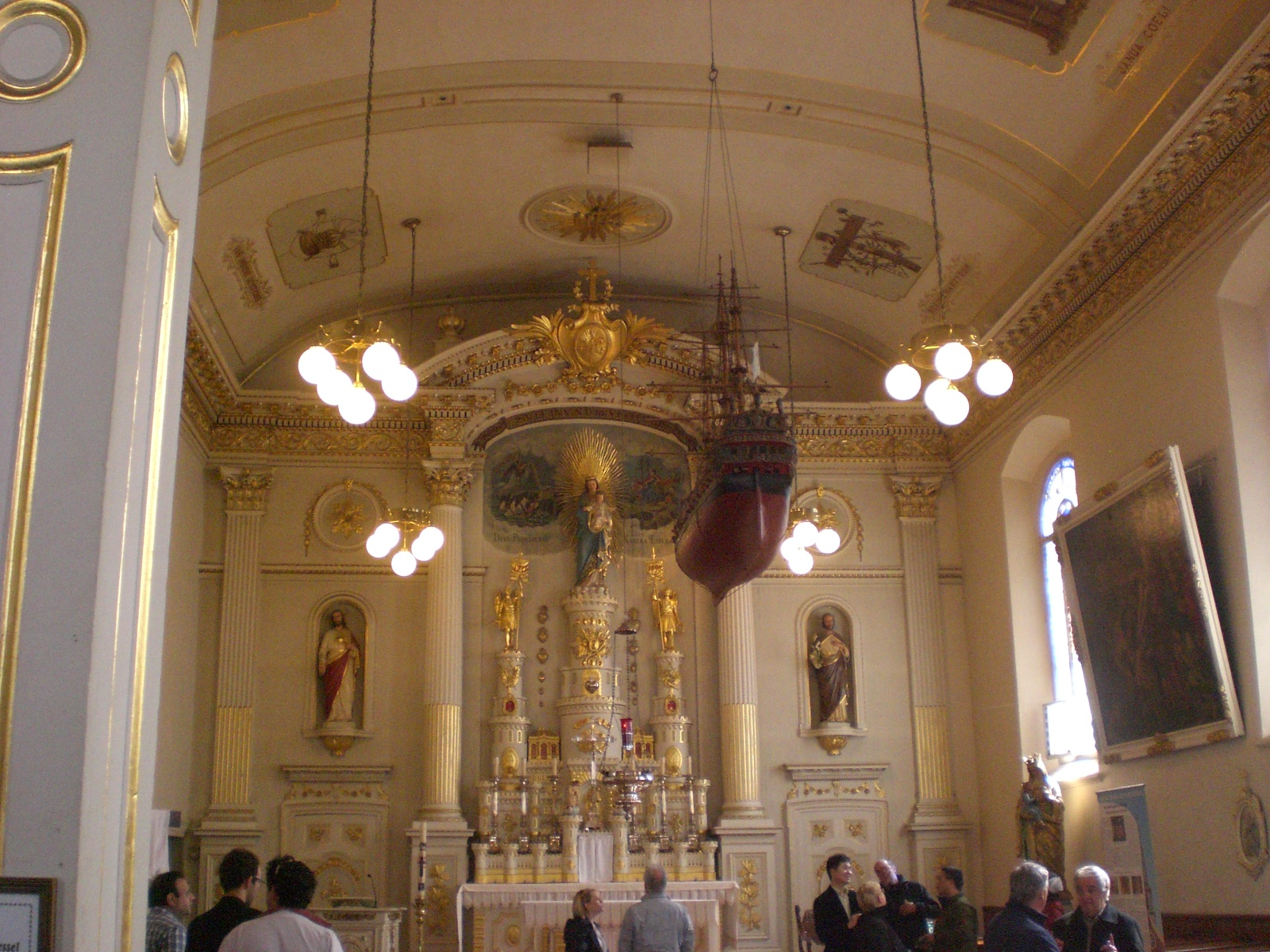
Innenansicht

Die Habitation de Québec, das von Samuel de Champlain errichtete erste Gebäude der Stadt, brannte am 4. August 1682 nieder. An ihrer Stelle entstand 1688 eine gänzlich aus Stein errichtete Kirche. Ursprünglich war sie dem Jesuskind geweiht, erhielt aber bereits zwei Jahre später zur Erinnerung an den französischen Sieg in der Schlacht von Québec die Bezeichnung Notre-Dame-de-la-Victoire. Seit der gescheiterten Québec-Expedition von 1711, als acht Schiffe einer britischen Invasionsflotte im Sankt-Lorenz-Strom versanken, trägt sie ihren heutigen Namen (victoire bzw. Sieg im Plural). 1723/24 wurde die Kirche um einige Meter verlängert.
Der britische Artilleriebeschuss während der zweieinhalb Monate dauernden Belagerung von Québec im Jahr 1759 zerstörte die Kirche zu einem großen Teil, nur die Mauern blieben bestehen. Unter der Leitung von Jean Baillairgé wurde das Gebäude zwischen 1763 und 1766 wieder instand gesetzt. Dessen Sohn François Baillairgé gestaltete 1816 die Fassade um, dem zeitgenössischen Geschmack entsprechend mit einigen neoklassizistischen und palladianischen Einflüssen. Die Ausstattung wurde zwischen 1854 und 1857 ausgetauscht, anschließend entstand bis 1864 ein neuer Kirchturm. 1888 erhielten die Wände des Innenraums eine Serie von Fresken, die Bezug auf die Geschichte der Stadt nehmen. Als eines der ersten Gebäude der Provinz Québec wurde Notre-Dame-des-Victoires im Jahr 1929 unter Denkmalschutz gestellt.